# 생물속생설

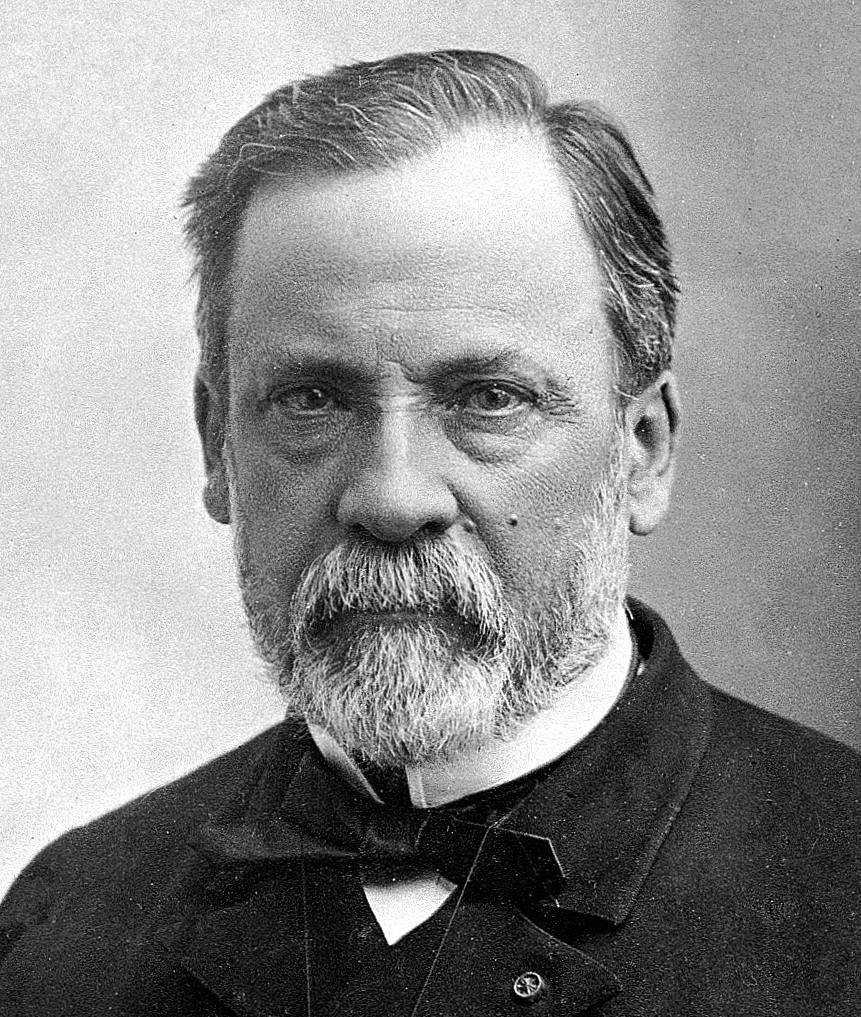
프랑스의 과학자 루이 파스퇴르

생물속생설(生物續生說, 영어: biogenesis)은 모든 생물은 이미 존재하던 다른 생물, 즉 부모로부터 비롯된다는 학설로, 자연발생설이 완벽히 실험으로 부정되면서 입증되었다. 19세기 프랑스의 루이 파스퇴르가 수행한 목이 긴 U자형 플라스크에 담긴 고기 육수 실험으로 확립되었다. 파스퇴르는 백조의 목처럼 긴 U자형의 플라스크에 고기 육수를 넣고 멸균한 뒤 U자 형의 굽은 부분에 물을 채워넣어 공기는 침투하지만 공기중의 미생물이 침투하지 못하도록 하였다. 이후 고기 육수를 장기간 방치해도 상하지 않은 것을 보고 미생물도 모체가 없으면 생기지 않는다는 것을 알아냈다. 세균의 자연발생설이라는 것은 공기 속의 포자(胞子)가 침입하여 번식한 것에 지나지 않는다는 것을 실험으로 증명하여 자연발생설을 없애버렸다. 다만 생물속생설 이후 '최초의 생물은 어떻게 탄생하였는가?'에 대한 질문이 제기되었다.
백조의 목과도 모양이 비슷한 병에 묽은 고기 육수를 넣고 열을 가하면서 끓인다. 그대로 두면 시간이 지나도 미생물이 발생하지 않는다. 그러나 S자 병목을 자르면 미생물이 발생했다. 이 실험의 이름은 [백조목 플라스크 실험]으로 천연두 백신, 닭 콜레라 백신, 탄저병 백신 등과 함께 붙는 루이 파스퇴르의 업적이다.
1. ↑  “사이언스올 과학백과사전”. 2022년 6월 26일.[깨진 링크(과거 내용 찾기)]